# Josep Collado i Forner
Josep Collado i Forner, (2 d'octubre de 1953) és un jugador d'escacs català, campió de Catalunya d'escacs el 1991.
Tot i que no està actiu, a la llista d'Elo de la FIDE del juny de 2015, hi tenia un Elo de 2286 punts, cosa que en feia el jugador número 345 de l'estat espanyol. El seu màxim Elo va ser de 2297 punts, a la llista del juliol de 2003.
Collado va començar a jugar al Jake, i va obtenir bons resultats en edat juvenil. El 1991, com a jugador del Club d'escacs Vulcà guanyà el Campionat de Catalunya d'escacs superant Alexandre Pablo, en un magnífic torneig on feu el rècord de puntuació en una final absoluta, puntuant 8 de 9, tot i perdre a la darrera ronda.